# Доркинг Уондерерс
«До́ркинг Уо́ндерерс» (полное название — Футбольный клуб «Доркинг Уондерерс»; англ. Dorking Wanderers Football Club, английское произношение: [dɔːrkɪŋ 'wɔndərəz 'futbɔ:l klʌb]) — английский футбольный клуб из Доркинга, графство Суррей, Юго-Восточная Англия. Основан в 1999 году. Домашние матчи проводит на стадионе «Медоубэнк», вмещающем 3 тысячи зрителей.
В настоящее время выступает в Национальной лиге, пятом по значимости дивизионе в системе футбольных лиг Англии.

## История
Клуб был основан в 1999 году и изначально выступал в Лиге Кроли и окрестностей (Crawley & District League). Проведя один сезон в Лиге Кроли и окрестностей, клуб перешёл в четвёртый  дивизион Лиги Уэст-Сассекса, выиграв его с первой попытки. В сезоне 2001/02 клуб занял второе место в третьем дивизионе Лиги Уэст-Сассекса, в третий раз подряд обеспечив себе выход в дивизион уровнем выше. После победы во втором дивизионе в сезоне 2003/04 клуб вышел в первый дивизион Лиги Уэст-Сассекса. В сезоне 2005/06 команда заняла в нём третье место и обеспечила себе выход в Премьер-дивизион.
В сезоне 2006/07 «Доркинг Уондерерс» стал чемпионом Премьер-дивизиона Лиги Уэст-Сассекса, выиграв титул в последнем туре. В результате клуб вышел в третий дивизион Лиги графства Сассекс. В сезоне 2010/11 клуб выиграл третий дивизион и вышел во второй дивизион. Заняв третье место в сезоне 2011/12, «Уондерерс» вышел в первый дивизион Лиги Сассекса. Изначально лига отказывалась принимать команду в свои ряды, так как стадион клуба не удовлетворял минимальным требованиям турнира. Клуб подал апелляцию в Футбольную ассоциацию Англии, которая отменила решение Лиги Сассекса после того, как независимая комиссия проверила стадион и подтвердила, что он соответствует требованиям первого дивизиона Лиги Сассекса. В сезоне 2012/13 команда заняла третье место с конца, однако уже в с сезоне 2014/15  «Доркинг Уондерерс» занял второе место в турнире и вышел в первый южный дивизион Истмийской лиги.
В сезоне 2015/16 «Уондерерс» занял второе место в первом южном дивизионе Истмийской лиги и вышел в плей-офф, где проиграл клубу «Фавершем Таун» в полуфинале. В следующем сезоне команда вновь заняла второе место, а в плей-офф обыграла по пенальти «Гастингс Юнайтед» в полуфинале и «Коринтиан-Кэжуалз» в финале (тоже по пенальти), обеспечив себе выход в Премьер-дивизион Истмийской лиги, седьмой дивизион английских лиг. В сезоне 2018/19 «Доркинг Уондерерс» выиграл Премьер-дивизион Истмийской лиги с 22-очковым отрывом, обеспечив себе выход в Южную Национальную лигу, шестой дивизион в системе футбольных лиг Англии. 
В сезоне 2021/22 «Доркинг Уондерерс» выиграл свой первый финал Большого кубка Суррея (Surrey Senior Cup), обыграв «Кингстониан» в серии пенальти. В том же сезоне команда заняла второе место в Южной Национальной лиге и вышла в плей-офф, где обыграла «Оксфорд Сити» в полуфинале и «Эббсфлит Юнайтед» в финале, что гарантировало ей выход в Национальную лигу.

## Стадион

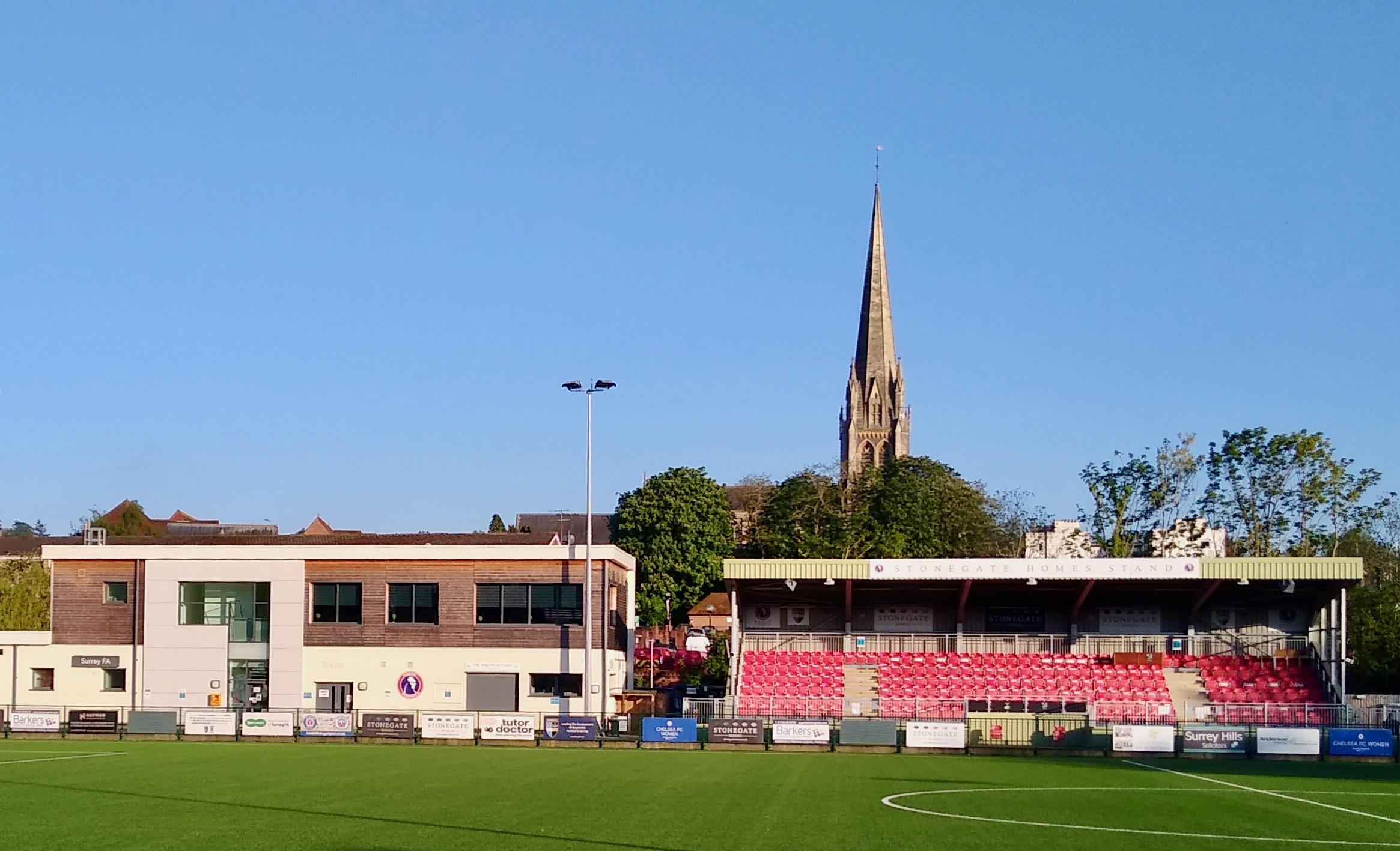
Стадион «Медоубэнк», на заднем плане виден шпиль Церкви святого Мартина

Изначально клуб выступал за «Биг Филд Брокем». В 2007 году начал играть на «Уэстхамбл Плэинг Филдс». На том поле была небольшая сидячая трибуна и крытая стоячая трибуна с одной стороны. В 2012 году были установлены прожектора. В июле 2018 года клуб переехал на реконструированный стадион «Медоубэнк».
Стадион «Медоубэнк» был домашним стадионом клуба «Доркинг» с 1953 года. В 2013 году «Доркинг» покинул стадион, так как он не отвечал требованиям безопасности. «Доркинг Уондерерс» модернизировал стадион, возведя сидячую трибуну на 300 мест, две крытые стоячие трибуны и уложив современный искусственный газон; на это был потрачено 5 млн фунтов. Футбольная ассоциация графства Суррей переместила свою штаб-квартиру на стадион «Медоубэнк» когда он был открыт после реконструкции.
Первый матч «Доркинг Уондерерс» на «Медоубэнк» прошёл 17 июля 2018 года: это была товарищеская  игра против «Саттон Юнайтед».
В феврале 2020 года клуб анонсировал планы по дальнейшей реконструкции стадиона. К сентябрю 2020 года в восточной части стадиона появилась новая сидячая трибуна и новая крытая терраса, что увеличило вместимость стадиона до 3000 человек.

## Достижения
- Лучшее выступление в Кубке Англии: четвёртый квалификационный раунд, 2021/22[3]
- Лучшее выступление в Трофее ФА: третий раунд, 2019/20[3]
- Лучшее выступление в Вазе ФА: второй квалификационный раунд, 2012/13, 2013/14, 2014/15[3]
- Рекордная посещаемость: 2898, против «Мейдстон Юнайтед», Южная Национальная лига, 26 февраля 2022 года[11]